# Willoughby (Warwickshire)
Willoughby – wieś w Anglii, w hrabstwie Warwickshire, w dystrykcie Rugby. Leży 24 km na wschód od miasta Warwick i 117 km na północny zachód od Londynu. W 2001 miejscowość liczyła 381 mieszkańców.